# Gottfried Rabe von Pappenheim (Landrat)

Gottfried Rabe von Pappenheim als Göttinger Sachse, 1895

Gottfried Wilhelm Alfred Rabe von Pappenheim (* 25. November 1874 in Liebenau (Hessen); † 18. Juni 1955 in Kassel) war Landrat des Kreises Kassel und Landeshauptmann von Hessen.

## Leben
Rabe von Pappenheim studierte Rechtswissenschaften an der Universität Göttingen, wo er Mitglied des Corps Saxonia war. Seine berufliche Laufbahn begann beim Landratsamt Höxter und beim Oberpräsidium in Posen. 1907 wurde er zum Landrat des Kreises Kassel ernannt. Am Ersten Weltkrieg nahm er als Rittmeister d. R. teil. 1930 wurde er Landeshauptmann in Hessen. 1936 trat er in den Ruhestand, wurde aber nach Ende des Zweiten Weltkrieges 1945/46 als Landrat des Landkreises Kassel noch einmal reaktiviert.

## Auszeichnungen
Gottfried Rabe von Pappenheim war Ehrensenator der Universität Marburg und Ehrenmitglied des Corps Saxonia Göttingen.